# North Liberty (Indiana)
North Liberty – miasto w Stanach Zjednoczonych, w stanie Indiana, w hrabstwie St. Joseph.